# نویز نقطه‌ای
نویز نقطه‌ای (به انگلیسی: Speckle noise) یک نویز دانه ای است که ذاتاً وجود دارد و کیفیت رادار فعال، رادار دیافراگم مصنوعی (SAR)، سونوگرافی پزشکی و توموگرافی انسجام نوری را کاهش می‌دهد. در میزان وسیعی از سطوح، مصنوعی یا طبیعی، در مقیاس طول موج به‌طور یکنواخت قرار می‌گیرد. تصاویر بدست آمده از این سطوح با استفاده از سیستم‌های تصویربرداری یکپارچه مانند لیزر، SAR و سونوگرافی از یک پدیده مشترک به نام "لکه‌دار شدن" رنج می‌برند. نویز نقطه‌ای، در هر دو مورد، عمدتاً به دلیل دخالت موج بازگشتی در دیافراگم مبدل است.اگر ما تابع انعکاسی مان را به عنوان یک آرایه از پخش‌کننده ها مدل کنیم منشأ این نویز مشخص می‌شود. با توجه به وضوح محدود، در هر زمان ما توزیع پراکنده در سلول‌های جدا دریافت می‌کنیم. این سیگنال‌های پراکنده به‌طور مختصر اضافه می‌شوند به عبارت دیگر، آن‌ها بسته به مراحل وابسته به هر شکل موج پراکنده، به‌طور سازنده یا مخرب اضافه می‌شوند. نویز نقطه ای نتیجه حاصل از این الگوهای تداخل سازنده و مخرب است که به عنوان نقاط روشن و تاریک در تصویر نشان داده شده‌است نویز نقطه ای در رادار متعارف ناشی از نوسانات تصادفی در سیگنال برگشت از یک جسم که بزرگتر از یک عامل پردازش تصویر نیست نتیجه می‌دهد و سطح متوسط خاکستری یک منطقه محلی را افزایش می‌دهد. نویز نقطه ای در SAR به‌طور کلی جدی است، باعث مشکلات برای تفسیر تصویر می‌شود. این به دلیل پردازش منسجم سیگنال‌های پشتی از چند هدف توزیع شده‌است. به عنوان مثال، در oceanographic SAR، سیگنال‌هایی از پراکنده‌های اولیه، امواج گرانشی-مویرگی و به عنوان یک تصویر پایه در زیر تصویر امواج دریا به وجود می‌آیند.لکه همچنین می‌تواند اطلاعات مفیدی را نشان دهد، به خصوص هنگامی که آن را به لکه‌های لیزر و پدیده پویایی دینامیکی مرتبط می کند، جایی که تغییرات الگوی ظاهری در زمان می‌تواند اندازه‌گیری فعالیت سطح باشد.

## کاهش نویز نقطه ای
روش‌های متعددی برای از بین بردن نویز با استفاده از مدل‌های مختلف ریاضی استفاده می‌شود. یک روش، برای مثال، پردازش چندگانه (پردازش چندرسانه ای) را به کار می‌گیرد، به طوری که میانگینی از نویز که به وسیله بررسی از یک رادار تکی بدست می‌آید. این میانگین، متوسط گسستهٔ نماهای مختلف می‌باشد. یک روش دوم شامل استفاده از فیلترهای تطبیقی و غیر انطباقی در پردازش سیگنال (که در آن فیلترهای تطبیقی وزن خود را در سطح تصویر نسباً به سطح نویز تطبیق می‌دهند و فیلترهای غیر انطباق وزن یکسان در کل تصویر را اعمال می‌کنند). چنین فیلتری همچنین اطلاعات تصویر واقعی را نیز حذف می‌کند، به ویژه اطلاعات با فرکانس بالا، و کاربرد فیلتر کردن و انتخاب نوع فیلتر یک معاوضه ای را دربردارد. فیلتر انعطاف‌پذیر در حفظ لبه‌ها و جزئیات در مناطق با بافت بالا (مانند جنگل‌ها یا مناطق شهری) بهتر است. فیلتر غیر انطباقی ساده‌تر عمل می‌کند و قدرت محاسبه کمتری نیاز دارد. دو نوع فیلتر غیر انطباقی وجود دارد: یک بر اساس میانگین و یک بر اساس میانه (در یک ناحیه مستطیل شکل پیکسل‌های تصویر). دومین مورد در حفظ لبه در هنگام از بین بردن نویز، از اولی بهتر است. فرم‌های مختلفی از فیلتر تطبیقی، از جمله فیلتر لی، فیلتر فریزر و فیلتر فیلتر گاما حداکثر A-Posteriori (RGMAP) وجود دارد. هرچند تمام آن‌ها براساس سه فرضیه اساسی در مدل ریاضشان پایه‌گذاری می‌شوند:
- نویز نقطه ای در SAR که یک نویز multiplicative است، یعنی به‌طور مستقیم با سطح خاکستری محلی در هر منطقه تناسب دارد.[۱۲]
- سیگنال و نویز از لحاظ آماری مستقل از یکدیگر هستند.[۱۲]
- میانگین و واریانس نمونه یک پیکسل واحد برابر با میانگین و واریانس محدوده محلی است که در آن پیکسل محور قرار دارد.[۱۲]

فیلتر Lee، مدل چندگانه را به یک مدل افزایشی تبدیل می‌کند، و به همین دلیل باعث کاهش مشکل تشخیص نویز خفیف با یک مورد قابل ردیابی می‌شود.

### تحلیل ویولت
اخیراً کاربرد مبدل موج کوتاه باعث پیشرفت قابل توجهی در تحلیل تصویر شده‌است. دلیل اصلی استفاده از پردازش چند گانه، این واقعیت است که بسیاری از سیگنال‌های طبیعی، هنگامی که به موج کوتاه تجزیه می‌شوند، به‌طور قابل توجهی ساده شده و می‌توانند توسط توزیع‌های شناخته شده مدل شوند. علاوه بر این، تجزیه موج کوتاه می‌تواند نویز و سیگنال را در مقیاس‌ها و جهت‌های مختلف جدا کند. بنابراین، سیگنال اصلی در هر مقیاس و جهت می‌تواند بازیابی شود و جزئیات مفید از بین نمی‌روند. اولین روش‌های کاهش نویز با مقیاس چندگانه، بر اساس آستانهٔ ضرایب زیر باند جزئی بود. روش‌های آستانه سازی موج کوتاه دارای نقایصی هستند: (i) انتخاب آستانه به صورت ad hoc صورت می‌گیرد، فرض کنید که اجزای سیگنال و نویز مطابق با توزیع‌های شناخته شده خود، صرف نظر از مقیاس و جهت آن‌ها باشد؛ و (۲) روش اخطار به‌طور کلی منجر به برخی از چیزها در تصویر بدون نویز شده‌است. برای رفع این معایب، برآورد کننده‌های غیر خطی براساس نظریه Bayes توسعه یافتند.